# Peter Bergmann
Peter Gabriel Bergmann (Berlino, 24 marzo 1915 – Seattle, 19 ottobre 2002) è stato un fisico tedesco naturalizzato statunitense.
Noto per aver collaborato con Albert Einstein alla ricerca di teorie di campo unificate.

## Opere
- Peter G. Bergmann, L'enigma della gravitazione. Relatività generale e cosmologia, Biblioteca Edizioni Scientifiche e Tecniche Mondadori, 1974.